# Balclutha incompta
Balclutha incompta är en insektsart som beskrevs av Blocker 1967. Balclutha incompta ingår i släktet Balclutha och familjen dvärgstritar. Inga underarter finns listade i Catalogue of Life.